# Притча во язиціх
«Притча во язиціх» (київський ізвод церковних текстів) або «Притча во язицех» (російська вимова церковних текстів, принесена в Україну за Петра І) (рос. дореф. притча во языцѣхъ, церк.-слов. притча во языцѣхъ, івр. למשל ולשנינה) — церковнослов'янський вислів, який означає те, що одержало широку популярність, у всіх на устах, стало предметом загальних розмов, прислів'ям, викликаючи несхвалення і глузування.
Вираз узято з Біблії:
Приклади із літератури: